# 임국찬
임국찬(1940년 2월 15일 ~ )은 대한민국의 전 축구 선수로 과거 포지션은 미드필더였으며 1960년대 당시 국내 최고의 윙어이자 공격형 미드필더로 활약했다.

## 선수 시절
청소년 대표팀 시절 1962년 AFC 청소년 선수권 대회에 출전하여 3경기 5골을 터뜨리며 팀의 준우승의 주역으로 활약했으나 대한민국 성인대표팀 소속으로 출전한 호주와의 1970년 FIFA 월드컵 아시아·오세아니아 지역 예선 1라운드 최종전 경기에서 1-1로 맞서던 후반전 무렵 이회택 현 김포 FC 기술 고문이 얻어낸 페널티킥을 실축하며 본선 진출 실패의 빌미를 제공하고 말았다.
물론 이듬해에 열린 1970년 아시안 게임에서 대한민국의 사상 첫 아시안 게임 금메달을 수확하기는 했지만 양지 축구단 해체 이후 서울은행에서 뛰다가 1972년 선수 활동을 멈췄고 이후 은행원으로 근무하다가 쏟아지는 비난을 견디지 못한 채 결국 1980년 미국으로 이민을 떠났다.

## 은퇴 이후
선수 생활을 마감한 뒤 미국 뉴욕에 정착하여 현재 한인 커뮤니티에서 활발하게 활동 중이며 특히 자신의 조국에서 열린 2002년 FIFA 월드컵 당시 대한민국이 미국과 D조 조별리그 2차전에서 맞붙는 상황이 되자 미국 대표팀에 대한 상세한 정보를 대한축구협회에 제공하며 4강 신화의 밑거름이 되었으며 2006년 FIFA 월드컵에서는 직접 미주 한인 응원단을 조직하여 월드컵 개최국인 독일로 날아가 월드컵 거리 응원을 펼치기도 했다.

## 수상

### 국가대표팀
대한민국 U-20
- AFC U-20 아시안컵 : 준우승 (1962)

 대한민국
- 아시안 게임 : 금메달 (1970)